# Isabel Gómez Pérez
Isabel Gómez Pérez (Santa Cruz de Tenerife, 28 de febrero de 1976) es una ex gimnasta rítmica española que fue campeona del mundo en modalidad de conjuntos (Atenas 1991) y bicampeona de Europa (Stuttgart 1992), además de lograr otras numerosas preseas con la selección nacional de gimnasia rítmica de España. La generación de gimnastas que integró es conocida con el seudónimo de las Primeras Chicas de Oro.
Gómez fue también campeona de España en primera categoría en modalidad de conjuntos (1989 y 1990) con la Escuela de Tecnificación de Santa Cruz de Tenerife. 

## Biografía deportiva

### Inicios
Comenzó en la gimnasia rítmica a los 8 años de edad en la Escuela Municipal de Tenerife (posterior Escuela de Tecnificación). Con su club participó en varios Campeonatos de España y Copas de España, tanto en modalidad individual como en conjuntos. En el Campeonato de España de Conjuntos, fue cuarta en categoría infantil en 1987, plata en segunda categoría en 1988, y oro en primera categoría tanto en 1989 como en 1990. En el Campeonato de España Individual de 1990 fue cuarta en concurso general y bronce en aro en primera categoría. También participó en el Campeonato de España Individual de 1988 en Lloret de Mar (categoría infantil), en el de 1989 en Murcia (segunda categoría) y en la Copa de España en Logroño (segunda categoría). A finales de 1990 fue convocada por Emilia Boneva para entrar en la selección nacional de gimnasia rítmica de España absoluta en la modalidad de conjuntos, de la que pasaría a formar parte hasta 1992.

### Etapa en la selección nacional

#### 1990 - 1991: llegada al equipo y título mundial en Atenas
Durante el tiempo que fue componente del conjunto entrenaría unas 8 horas diarias en el Gimnasio Moscardó de Madrid a las órdenes de la propia Emilia Boneva y de Ana Roncero, que desde 1982 eran seleccionadora nacional y entrenadora de conjuntos respectivamente, y conviviría con todas las integrantes del equipo en una casa en La Moraleja. En 1991, los dos ejercicios del conjunto fueron el de 6 cintas y el de 3 pelotas y 3 cuerdas. El primero tenía como música «Tango Jalousie», compuesta por Jacob Gade, mientras que el de pelotas y cuerdas, usaba el tema «Campanas», de Víctor Bombi. Para coreografiar los pasos de danza del ejercicio de 6 cintas se contó con la ayuda de Javier Castillo «Poty», entonces bailarín del Ballet Nacional, aunque el coreógrafo habitual del equipo era el búlgaro Georgi Neykov. Previamente al Mundial, consiguieron el oro en el torneo de Karlsruhe (por delante de URSS y Bulgaria) y 3 bronces en el Gymnastic Masters de Stuttgart, ambos en Alemania.

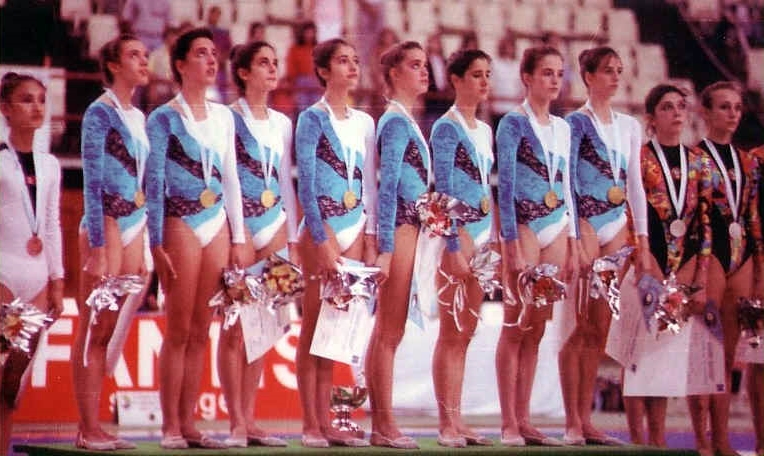
Isabel (primera a la derecha) junto al conjunto con el oro en el Mundial de Atenas (1991).

El 12 de octubre de 1991, el conjunto español logró la medalla de oro en el concurso general del Campeonato del Mundo de Gimnasia Rítmica de Atenas. Este triunfo fue calificado por los medios como histórico, ya que fue la primera vez que España se proclamó campeona del mundo de gimnasia rítmica. En la primera jornada del concurso general habían conseguido una puntuación de 19,500 en el ejercicio de 3 pelotas y 3 cuerdas, mientras que en la siguiente, con el montaje de 6 cintas, obtuvieron una nota de 19,350 (9,90 en composición y 9,45 en ejecución). Con una calificación total de 38,850, el equipo español consiguió finalmente superar en el concurso general a la URSS por 50 milésimas, mientras que Corea del Norte fue bronce. Al día siguiente, serían además medalla de plata en las dos finales por aparatos, la de 6 cintas, y la de 3 pelotas y 3 cuerdas. Estas medallas fueron conseguidas por Isabel junto a Débora Alonso, Lorea Elso, Bito Fuster, Montse Martín y Gemma Royo, además de Marta Aberturas y Cristina Chapuli como suplentes. Dichas medallas serían narradas para España por la periodista Paloma del Río a través de La 2 de TVE. Tras esta consecución, a finales de 1991 realizarían una gira por Suiza.

#### 1992: títulos europeos en Stuttgart y Mundial de Bruselas

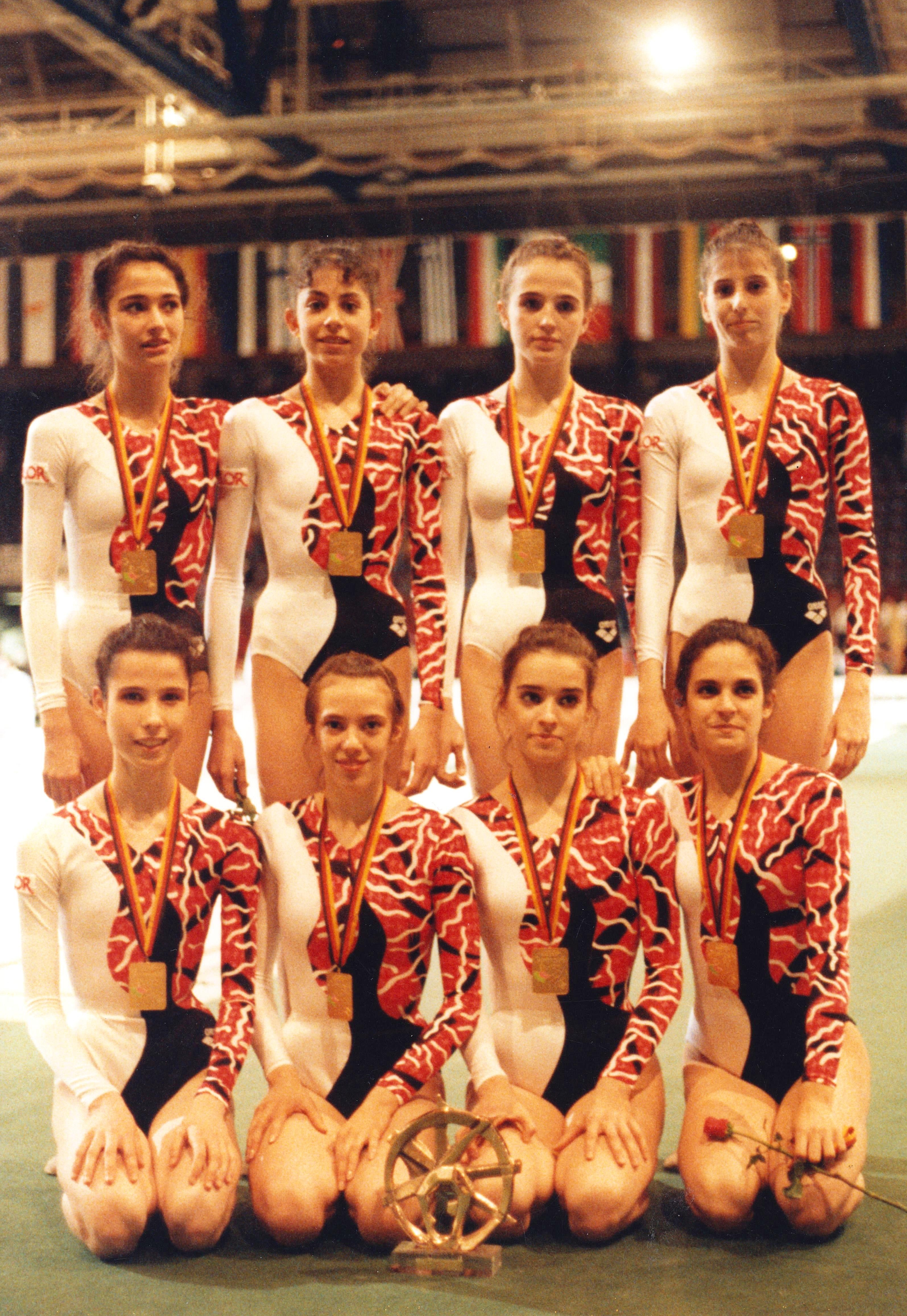
Isabel (primera a la derecha) tras proclamarse campeona de Europa en Stuttgart (1992).

Para 1992, en el torneo de Karlsruhe serían plata, y posteriormente fueron invitadas a realizar una exhibición en el torneo de Corbeil-Essonnes. En junio de 1992, ya con nuevos ejercicios, participaron en el Campeonato Europeo de Stuttgart, donde obtuvieron la medalla de oro en el concurso general (compartida con Rusia), además de conseguir otro oro en la final de 3 pelotas y 3 cuerdas y el bronce en 6 cintas. El conjunto estaba integrado por Isabel, Débora Alonso, Lorea Elso, Bito Fuster, Montse Martín y Gemma Royo, además de las recién incorporadas Alicia Martín y Cristina Martínez como suplentes. No competiría en los Juegos Olímpicos de Barcelona debido a que los conjuntos no eran una modalidad olímpica entonces, aunque sí participaría junto al resto de sus compañeras en la ceremonia de apertura encabezando el desfile de las naciones participantes.
Poco después lograron el oro tanto en la Asvo Cup (Austria) como en la general del torneo Alfred Vogel Cup (Países Bajos), donde fueron además plata en 6 cintas y oro en 3 pelotas y 3 cuerdas. Una lesión llevó a Gómez a la suplencia en el Campeonato Mundial de Bruselas, que tuvo lugar en noviembre de 1992. Su lesión y la de Bito Fuster, hicieron que el conjunto fuese reconfigurado para este mundial, quedando ambas como suplentes y siendo sustituidas en la titularidad de ambos ejercicios por Alicia Martín, Cristina Martínez y Bárbara Plaza, que se añadirían a Débora Alonso, Lorea Elso, Montse Martín y Gemma Royo. En esta competición el conjunto obtendría la medalla de plata en el concurso general, quedándose a solo una décima de poder revalidar el título mundial que habían conseguido el año anterior. Además, el 22 de noviembre lograron el bronce en 6 cintas y el octavo puesto en 3 pelotas y 3 cuerdas. Tras este Mundial, Isabel se retiraría de la competición, al igual que haría el resto del sexteto titular que había sido campeón del mundo en Atenas el año anterior.

### Retirada de la gimnasia
Se retiró en 1992 tras el Campeonato del Mundo de Bruselas. Actualmente sigue residiendo en Santa Cruz de Tenerife.
El 16 de noviembre de 2019, con motivo del fallecimiento de Emilia Boneva, unas 70 exgimnastas nacionales, entre ellas Isabel, se reunieron en el tapiz para rendirle tributo durante el Euskalgym. El evento tuvo lugar ante 8.500 asistentes en el Bilbao Exhibition Centre de Baracaldo y fue seguido además de una cena homenaje en su honor.

## Legado e influencia
El conjunto nacional de gimnasia rítmica de 1991 consiguió en el Mundial de Atenas el primer título mundial para la rítmica española, logrando en dicha disciplina imponerse por primera vez un país occidental a los países del Este. Sería además el primer equipo femenino español en proclamarse campeón del mundo en un deporte mediático. Reseñas de este hito aparecen en libros como Gimnasia rítmica deportiva: aspectos y evolución (1995) de Aurora Fernández del Valle, Enredando en la memoria (2015) de Paloma del Río o Pinceladas de rítmica (2017) de Montse y Manel Martín.

## Equipamientos
| Período     | Proveedor |
| ----------- | --------- |
| 1990 - 1992 | Arena     |

## Música de los ejercicios
| Año         | Aparatos              | Música                                                                                 |
| ----------- | --------------------- | -------------------------------------------------------------------------------------- |
| 1990 - 1991 | 3 pelotas y 3 cuerdas | «Spain» de Chick Corea, versionada por Michel Camilo y Tomatito.                       |
| 1991 - 1992 | 6 cintas              | «Tango Jalousie», compuesto por Jacob Gade.                                            |
| 1991        | 3 pelotas y 3 cuerdas | «Campanas», de Víctor Bombi.                                                           |
| 1992        | 6 cintas              | Pieza Sevilla, perteneciente a la Suite española, Op. 47 de Isaac Albéniz.             |
| 1992        | 3 pelotas y 3 cuerdas | Música del ballet Arraigo de Jerónimo Maesso, creado para el coreógrafo Víctor Ullate. |

## Palmarés deportivo

### A nivel de club
| 1987 - Campeonato de España de Conjuntos en Onteniente (Valencia) 4º puesto en concurso general (categoría infantil) 1988 - Campeonato de España de Conjuntos en Playa de Aro (Gerona) Plata en concurso general (segunda categoría) 1989 - Campeonato de España de Conjuntos en Torrelavega (Cantabria) Oro en concurso general (primera categoría) | 1990 - Campeonato de España individual en Palencia 4º puesto en concurso general (primera categoría) Bronce en aro - Campeonato de España de Conjuntos en Zaragoza Oro en concurso general (primera categoría) |

### Selección española
| 1991 - DTB-Pokal Karlsruhe Oro en concurso general - Gymnastic Masters de Stuttgart Bronce en concurso general Bronce en 6 cintas Bronce en 3 pelotas y 3 cuerdas - Campeonato del Mundo de Atenas Oro en concurso general Plata en 6 cintas Plata en 3 pelotas y 3 cuerdas 1992 - DTB-Pokal Karlsruhe Plata en concurso general | 1992 (continuación) - Campeonato de Europa de Stuttgart Oro en concurso general Bronce en 6 cintas Oro en 3 pelotas y 3 cuerdas - Asvo Cup Oro en concurso general - Alfred Vogel Cup Oro en concurso general Plata en 6 cintas Oro en 3 pelotas y 3 cuerdas - Campeonato del Mundo de Bruselas(*) Plata en concurso general Bronce en 6 cintas 8º puesto en 3 pelotas y 3 cuerdas |

(*) Como suplente del equipo en ambos ejercicios debido a una lesión

## Premios, reconocimientos y distinciones
- Mejor deportista revelación por la Asociación de la Prensa Deportiva de Tenerife (1991)
- Mejor deportista femenina por la Asociación de la Prensa Deportiva de Tenerife (1991)
- Medalla al Mérito Gimnástico, otorgada por la Real Federación Española de Gimnasia (1991)
- Mejor deportista femenina por la Asociación de la Prensa Deportiva de Tenerife (1992)
- Medalla del 25º Aniversario de la Gala de la Asociación de la Prensa Deportiva de Tenerife (2012)[21]

## Galería

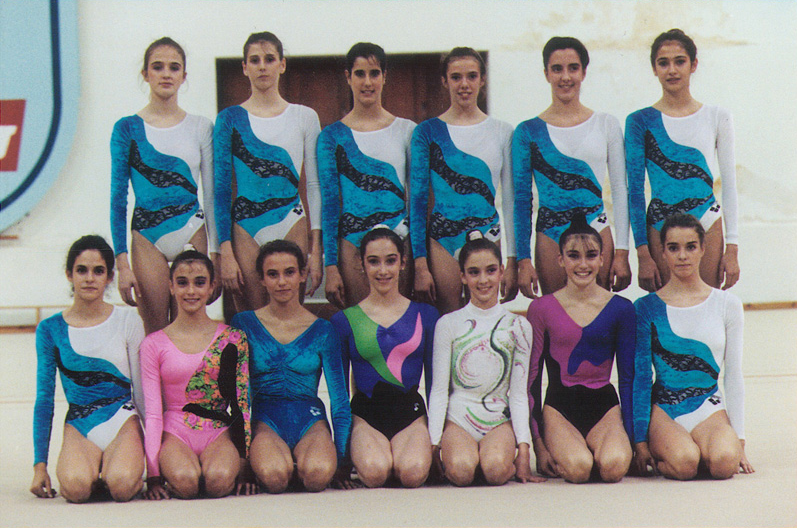
Gómez (de pie, segunda a la izquierda) con la selección de gimnasia rítmica en el Gimnasio Moscardó (1991).
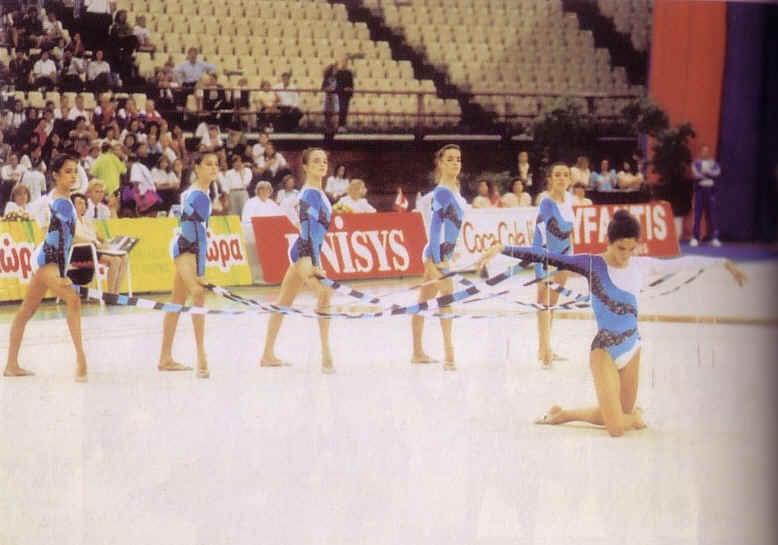
Isabel (segunda a la izquierda) en el inicio del ejercicio de 6 cintas en el Mundial de Atenas (1991).
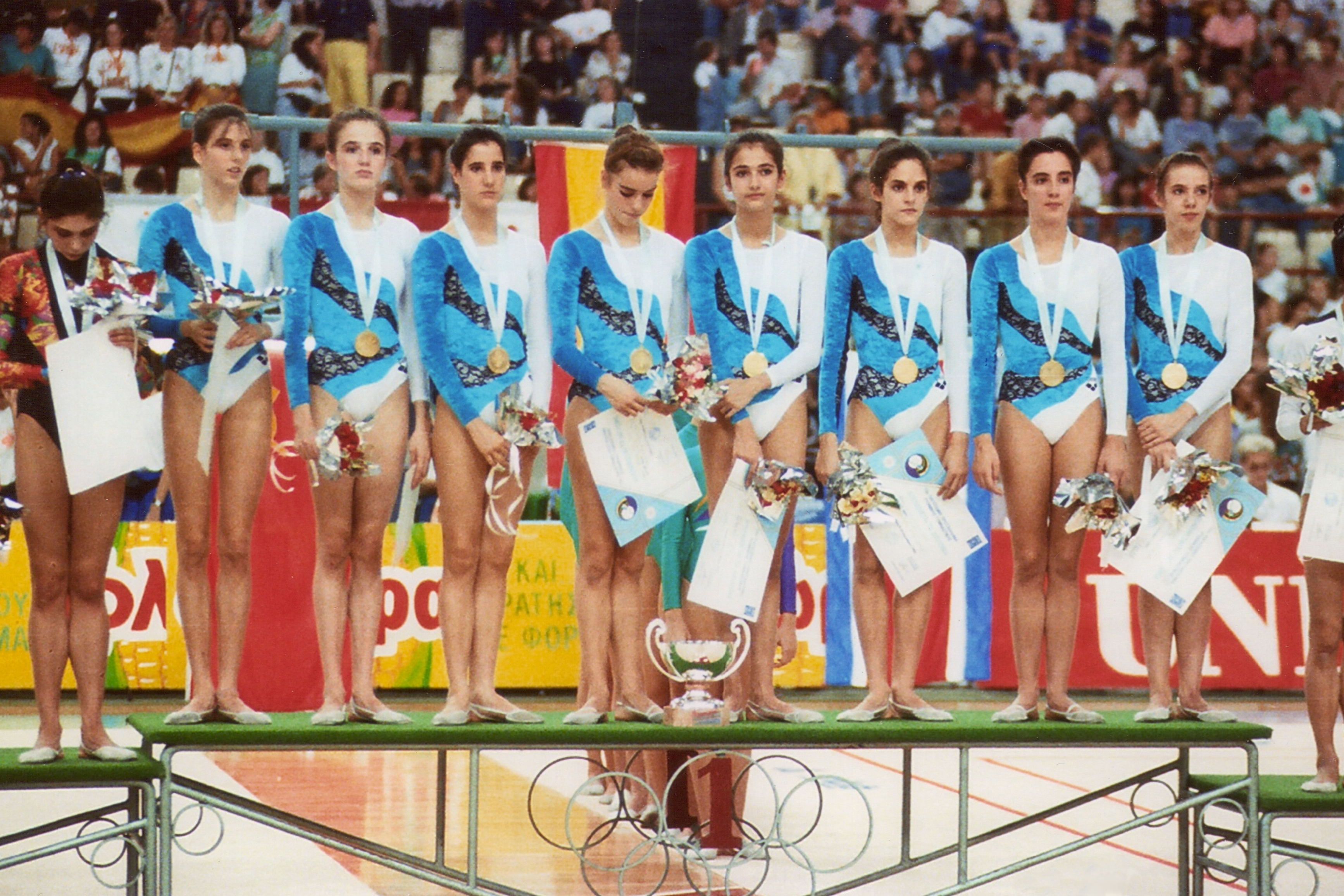
El conjunto español con el oro en el podio del concurso general del Mundial de Atenas.

## Filmografía

### Programas de televisión
| Programas de televisión | Programas de televisión | Programas de televisión | Programas de televisión              |
| ----------------------- | ----------------------- | ----------------------- | ------------------------------------ |
| 1991                    | De tú a tú              | Antena 3                | Invitada junto al resto del conjunto |
| 1991                    | Tele 5 ¿dígame?         | Telecinco               | Invitada junto al resto del conjunto |
| 1991                    | VIP Tarde               | Telecinco               | Invitada junto al resto del conjunto |